# Miloslav Hořava junior
Miloslav Hořava (* 27. Oktober 1982 in Kladno, Tschechoslowakei) ist ein tschechischer Eishockeyspieler, der zuletzt beim EV Landshut in der Eishockey-Oberliga unter Vertrag stand. Sein Vater Miloslav Hořava senior war ebenfalls Eishockeyspieler. Sein Cousin Pavel Skrbek spielte unter anderem für die Pittsburgh Penguins und Nashville Predators in der National Hockey League.

## Karriere
Miloslav Hořava begann seine Karriere als Eishockeyspieler in der Nachwuchsabteilung des schwedischen Proficlubs MODO Hockey, in der er von 1999 bis 2001 aktiv war. Anschließend spielte er vier Jahre lang in seiner tschechischen Heimatstadt für den HC Kladno aus der Extraliga, wobei er parallel für dessen Ligarivalen HC Energie Karlovy Vary und den HC Berounští Medvědi in der zweitklassigen 1. Liga zum Einsatz kam. Von 2005 bis 2007 spielte der Flügelspieler für seinen Ex-Club MODO Hockey in der Elitserien und wurde mit der Mannschaft in der Saison 2006/07 Schwedischer Meister.
Die Saison 2007/08 verbrachte Hořava bei Sewerstal Tscherepowez in der russischen Superliga. Anschließend stand er zwei Jahre lang für Metallurg Nowokusnezk in der neu gegründeten Kontinentalen Hockey-Liga auf dem Eis, ehe er zur Saison 2010/11 einen Probevertrag beim slowakischen KHL-Neuling HC Lev Poprad unterschrieb. Da dieser den Spielbetrieb nicht aufnahm, wechselte Hořava im August 2010 zu den Bílí Tygři Liberec. Für die Weißen Tiger erzielte er 37 Scorerpunkte in 57 Extraliga-Partien, ehe er im September 2011 von den Rytíři Kladno, der Profiabteilung seines Ex-Klubs HC Kladno, verpflichtet wurde. Nach nur drei Einsätzen verließ er die Mannschaft Ende des Monats wieder und schloss sich dem Genève-Servette HC aus der Schweizer National League A an. Nach etwas mehr als zwei Wochen und sechs punkt- sowie straflosen Spielen wurde sein Vertrag Mitte Oktober in beiderseitigem Einverständnis wieder aufgelöst.

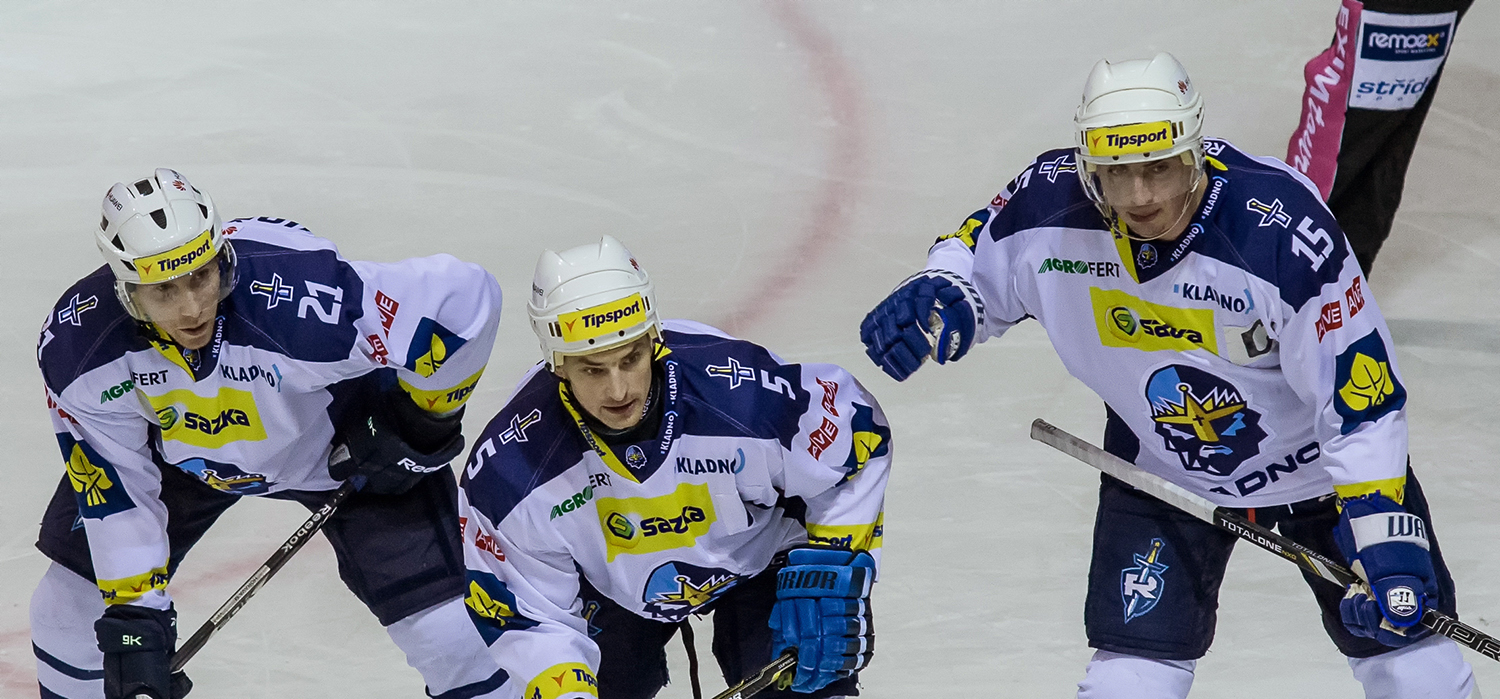
Miloslav Hořava, Libor Procházka und Tomáš Kaberle beim HC Kladno (2014, v. l. n. r.)

Ab November 2011 stand Hořava beim HC Oceláři Třinec unter Vertrag, ehe er zum HC Kladno zurückkehrte. Dieser lieh ihn zu Beginn der Saison 2012/13 an den HC Kometa Brno aus, ehe er im Januar 2013 in den Kader der Ritter (Rytíři Kladno) zurückkehrte. Am Ende der Saison 2013/14 stieg er mit dem Klub aus der Extraliga in die zweitklassige 1. Liga ab. Ein Jahr später wurde Hořava, nachdem Kladno aus den Play-offs ausgeschieden war, an den HC Verva Litvínov ausgeliehen. Dort traf er auf seinen Vater, der dort als Trainer angestellt war. Mit dem HC Verva Litvínov gewannen Vater und Sohn Hořava den tschechischen Meistertitel. 
In der Saison 2018/19 spielte Hořava beim EV Landshut in der Eishockey-Oberliga.

### International
Für Tschechien nahm Hořava im Juniorenbereich an der U18-Junioren-Weltmeisterschaft 2000 sowie der U20-Junioren-Weltmeisterschaft 2002 teil. Im Seniorenbereich nahm er regelmäßig für sein Land an der Euro Hockey Tour teil, so etwa 2005, 2006, 2007 und 2009. Dabei erzielte er in 25 Spielen fünf Tore und gab weitere vier Vorlagen.

## Erfolge und Auszeichnungen
- 2007 Schwedischer Meister mit MODO Hockey
- 2015 Tschechischer Meister mit dem HC Litvínov
- 2019 Oberliga-Meister mit dem EV Landshut

## Statistik
(Stand: Ende der Saison 2010/11)